# 西奧厄河
52°27′16″N 9°28′06″E / 52.454453°N 9.468283°E

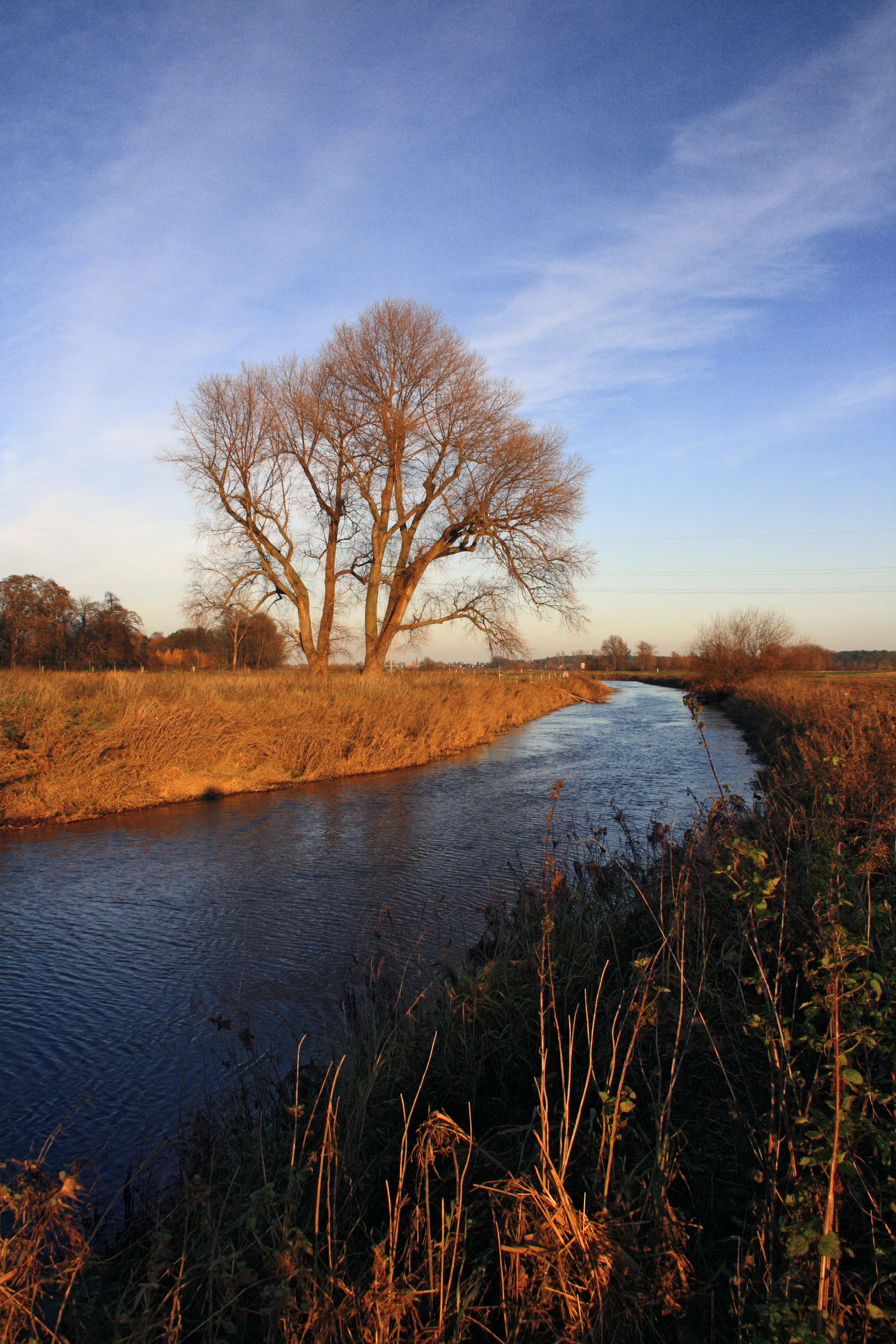

西奧厄河（德語：Westaue），是德國的河流，位於該國西北部，由下薩克森州負責管轄，屬於萊訥河的左支流，河道全長12.5公里，流域面積600平方公里，河口處在文斯托夫以北。